# میثم دورقی
میثم دورقی (زادهٔ ۲۲ خرداد ۱۳۶۹) یک بازیکن فوتبال اهل ایران است.